# Wachniwci (obwód chmielnicki)
Wachniwci (ukr. Вахнівці) – wieś na Ukrainie, w obwodzie chmielnickim, w rejonie kamienieckim, w hromadzie Nowa Uszyca. W 2001 liczyła 490 mieszkańców.